# فيلهيلموس بيكمان
فيلهيلموس هندريكسن بيكمان أوويليام بيكمان وويليم بيكمان (أو بيكمان ) ولد في 28 أبريل 1623 وتوفي في 21 سبتمبر 1707، أمين صندوق في شركة الهند الغربية الهولندية وعمدة مدينة نيويورك، وحاكم ولاية ديلاوير من 1653 إلى 1664 وحاكم ولاية بنسلفانيا من 1658 إلى 1663. وهو سلف عائلة بيكمان في أمريكا.